# Dimelaena thysanota
Dimelaena thysanota är en lavart som först beskrevs av Edward Tuckerman, och fick sitt nu gällande namn av Hale & W. L. Culb. Dimelaena thysanota ingår i släktet Dimelaena och familjen Physciaceae.   Inga underarter finns listade i Catalogue of Life.